# Kerstin Sandström
Kerstin Margot Viola Sandström, född 10 juni 1911 i Göteborg, död där 25 november 1993, var en svensk målare.
Hon var dotter till Carl Edvin Johansson och Berta Matilda Berg och från 1934 gift med försäljningschefen Oscar Emanuel Sandström. Hon studerade för Tullan Fink vid ABC-skolan och för Börge Hovedskou vid Mölndals målarskola 1954–1959 samt under studieresor till Paris och Italien. Hon medverkade i Decemberutställningarna på Göteborgs konsthall och i samlingsutställningar arrangerade av Göteborgs konstnärsklubb. Hennes konst består av barndomsskildringar och landskap med äldre hus och miljöer. Sandström är representerad vid Sahlgrenska sjukhuset i Göteborg.   